# Curs del '65
Curs del '65 (títol original: Heaven Help Us) és una pel·lícula estatunidenca de Michael Dinner, realitzat l'any 1985. Ha estat doblada al català.
La pel·lícula s'inscriu, per moments, en la mateix esperit que El Cercle dels poetes desapareguts, que triomfarà a les pantalles quatre anys més tard.

## Argument
El 1965, Michael Dunn, un adolescent de 16 anys, arriba a l'escola catòlica de St Basil de Brooklyn en la qual els seus pares l'han inscrit. Queda fortament impressionat pels elevats murs austers de St-Basil i per la rebuda glacial del director, Germà Thadeus, que fa res per distendre l'atmosfera.
De bon començament, Michael simpatitza amb un noi gras, Caesar, autèntic pou de ciència però bèstia negra de Rooney que es considera l'estrella de la classe. Tanmateix, l'hostilitat als mètodes educatius del Germà Constance, com a mínim autoritari, brutal i injust serveixen de lligam als joves, esdevenen progressivament els millors amics del món. A poc a poc, volen alliberar-se de l'autoritat i rebel·lar-se contra aquests mètodes d'un altre temps i ser l'admiració dels seus camarades de classe.

## Repartiment
- Andrew McCarthy: Michael Dunn
- Mary Stuart Masterson: Danni
- Donald Sutherland: Germà Thadeus
- John Heard: Germà Timothy
- Kevin Dillon: Rooney
- Wallace Shawn: Germà Abruzzi
- Kate Reid: l'àvia
- Malcolm Danare: Caesar
- Philip Bosco: Germà Paul